# Geactiveerde partiële tromboplastinetijd
De geactiveerde partiële tromboplastinetijd, ook wel APTT genoemd, is een diagnostische test die wordt uitgevoerd om na te gaan of de bloedstolling goed functioneert. De APTT zegt iets over de intrinsieke stollingscascade. Een verlengde APTT kan wijzen op een tekort aan de stollingsfactor VIII, IX, XI en/of XII. Klinisch kan dit leiden tot bloedingsneigingen zoals gewrichtsbloedingen, neusbloedingen en blauwe plekken, met name bij tekort aan factor VIII en IX.
De APTT kan ook kunstmatig verlengd worden, door bijvoorbeeld de toediening van heparine of door de aanwezigheid van antistoffen gericht tegen fosfolipiden. In dit laatste geval is er geen bloedingsneiging maar juist een verhoogde stolneiging en berust het fenomeen van een verlengde APTT op een interferentie van het antilichaam met de bepaling en niet op een tekort aan stolfactoren in het plasma van de patiënt.
Naast de APTT worden protrombinetijd, alanineaminotransferase, het aantal trombocyten en de hoeveelheid fibrinogeen gebruikt om de oorzaak van een bloedstollingsprobleem te verklaren.

## Interpretatie
Waarden beneden 25 en boven 39 seconden worden over het algemeen als abnormaal beschouwd. Een verlengde APTT kan een aanwijzing zijn voor:
- het gebruik van heparine
- antifosfolipide antilichaam
- coagulatiefactordeficiëntie (b.v. hemofilie)

Om een onderscheid te maken tussen bovenstaande oorzaken wordt het plasma van de patiënt vermengd (initieel met een ratio van 50:50) met normaal plasma. Wanneer de stoltijd normaliseert na verdunnen met normaal plasma dan is een factordeficiëntie waarschijnlijk (dit is immers wel aanwezig in het normale plasma). Dit wordt in specifieke vervolgonderzoeken verder uitgezocht.
Als de stoltijd niet normaliseert tot de referentiewaarde (of 5 seconden erboven) dan bevat het monster een "remmer"  (ofwel heparine, antifosfolipide antilichaam of remmers gericht tegen stollingsfactoren). Als er nu extra fosfolipiden worden toegevoegd en de stoltijd normaliseert is dit een extra aanwijzing voor de aanwezigheid van antilichamen gericht tegen anti-fosfolipiden.
Patiënten met stolfactordeficiënties die behandeld worden met recombinante stolfactoren, kunnen op termijn een remmer ontwikkelen gericht tegen de stolfactor waarmee ze behandeld worden.